# Ron Fellows
Ronald Charles "Ron" Fellows (Windsor, 28 september 1959) is een Canadees autocoureur. In 2001 won hij de 24 uur van Daytona. Ook heeft hij zes races in de drie hoogste klassen van de NASCAR gewonnen, waarmee hij binnen deze organisatie de meest succesvolle niet-Amerikaanse coureur is.

## Carrière
Op vierjarige leeftijd raakte Fellows geïnteresseerd in de autosport. Al snel werd hij fan van de lokale coureur Gilles Villeneuve. Hij begon zijn eigen carrière in het karting, waarna hij overstapte naar de Formule Ford 1600 en de Formule Ford 2000. Vanwege een gebrek aan geld stopte hij eind jaren '70 met racen en ging hij in de pijptransport aan de slag. In 1986 keerde hij terug in de racerij, toen hij in een Chevrolet Camaro deelnam aan de Player's GM Challenge.
In 1989 stapte Fellows over naar de sportwagens. Hij behaalde dat jaar zijn eerste overwinning in de Trans-Am Series op Mosport Park. Hij werd een van de meest succesvolle coureurs in dit kampioenschap, met negentien overwinningen in 95 races, maar werd nooit kampioen. Zijn beste resultaat was een tweede plaats in de eindstand, die hij tussen 1993 en 1995 ieder jaar behaalde. In 1997 won hij een race in de IMSA GT op Mosport. In 1998 werd hij fabriekscoureur bij Corvette Racing en nam hij deel aan kampioenschappen in de Chevrolet Corvette C5R. Ook was hij korte tijd betrokken bij het langeafstandsproject van Cadillac. In 2000 werd hij samen met Justin Bell en Chris Kneifel tweede in de 24 uur van Daytona. Hij had 31 seconden achterstand op de winnaars Olivier Beretta, Karl Wendlinger en Dominique Dupuy, wat destijds het kleinste verschil ooit tussen de nummers een en twee was.
In 2001 won Fellows de 24 uur van Daytona, een zege die hij deelde met Kneifel, Franck Fréon en Johnny O'Connell. Later dat jaar wonnen Fellows, O'Connell en Scott Pruett de GTS-klasse van de 24 uur van Le Mans. Ook won Corvette Racing, met Fellows en O'Connell achter het stuur, de GTS-klasse van de American Le Mans Series (ALMS). In 2002 wonnen de twee opnieuw de ALMS en behaalden zij, samen met Oliver Gavin, opnieuw de zege in de GTS-klasse van de 24 uur van Le Mans. In 2003 en 2004 wonnen Fellows en O'Connell opnieuw de titel in de ALMS. In 2005 nam Corvette Racing deel aan de ALMS met de nieuwe Chevrolet Corvette C6R, waar veel van verwacht werd. Fellows werd tweede in de klasse, achter zijn teamgenoten Gavin en Beretta. Ook werd hij tweede in de 24 uur van Le Mans, samen met O'Connell en Max Papis.
In 2006 kenden Fellows en Corvette een controversieel seizoen in de ALMS. Dit werd mede veroorzaakt door een aantal straffen die het team door de IMSA kreeg opgelegd om de voorsprong van het team te verminderen. Dit werd echter ongedaan gemaakt door het feit dat hun Michelin-banden competitiever bleken te zijn dan de Pirelli-banden van de concurrentie. Corvette behaalde een vijfde opeenvolgende kampioenschap, alhoewel de titel ging naar de inschrijving van Gavin en Beretta. In 2007 reed Fellows enkel in de langeafstandsraces van de ALMS als derde coureur bij de inschrijving van O'Connell en Jan Magnussen.
Naast zijn activiteiten in de ALMS was Fellows ook actief in de drie hoogste klassen van de NASCAR, respectievelijk de Sprint Cup Series, de Nationwide Series en de Camping World Truck Series. Hij stond binnen de organisatie bekend als "road course ringer", een coureur die voornamelijk deelneemt aan en succesvol is op reguliere circuits in plaats van ovals, die het grootste deel van de NASCAR-kalender beslaan. Hij won in 1997 en 1999 de Truck Series-race op Watkins Glen International. In de Nationwide Series had hij nog meer succes: in 1998, 2000 en 2001 won hij de race op Watkins Glen, terwijl hij in 2008 zegevierde in zijn thuisrace op het Circuit Gilles Villeneuve. In de Sprint Cup behaalde hij geen zeges, maar eindigde hij wel vijf keer in de top 10, inclusief twee podiumplaatsen. In totaal reed hij tussen 1995 en 2013 in 65 NASCAR-races, waarin hij zes overwinningen, vijf pole positions en 25 top 10-finishes behaalde.
In 2019 werd Fellows benoemd tot lid van de Orde van Canada voor zijn "uitstekende werk in multidisciplinaire rollen in de autosport".